# Tunisz-Karthágó nemzetközi repülőtér
Tunisz–Karthágo repülőtér (francia: Aéroport de Tunis-Carthage, arabul: مطار تونس قرطاج الدولي) (IATA: TUN, ICAO: DTTA) Tunézia nemzetközi repülőtere, Tunézia fővárosa. Ez a Tunisair, a Tunisair Express, a Nouvelair Tunisia és a Tunézia otthoni bázisa. A repülőtér Karthágó történelmi városáról kapta a nevét, amely a repülőtértől keletre található. Éves utasforgalma 6 441 886 fő (2019).

## Futópályák
A repülőtér futópályái:
- 01/19 (3200 m, 45 m, aszfalt)
- 11/29 (2840 m, 45 m, aszfalt)

## Forgalom
Az utasforgalom az elmúlt években az alábbi módon változott:
| Utasok száma | 56 400 | 4 000 197 | 5 249 021 | 4 927 974 | 5 691 037 | 6 270 000 | 6 441 886 |
|              | 1951   | 2011      | 2012      | 2016      | 2017      | 2018      | 2019      |

## Légitársaságok és úticélok
2024-ben a Tunisz-Karthágó nemzetközi repülőtérről az alábbi járatok indulnak:

### Személy
| Légitársaság        | Célállomások |
| ------------------- | --- |
| Aegean Airlines     | Athén |
| Afriqiyah Airways   | Bayda, Benghazi, Tripoli–Mitiga |
| Air Algérie         | Algír |
| Air Arabia          | Casablanca |
| Air Europa          | Szezonális: Madrid |
| Air France          | Párizs-Charles de Gaulle repülőtér, Párizs−Orly Szezonális: Marseille, Nizza |
| EgyptAir            | Kairó |
| Emirates            | Dubai–International |
| Eurowings           | Köln/Bonn Szezonális: Berlin (kezdődik 2024 július 15-től), Hamburg, Stuttgart |
| ITA Airways         | Róma–Fiumicino |
| Libyan Airlines     | Bayda, Benghazi, Tobruk, Tripoli–Mitiga |
| Libyan Wings        | Miszráta, Tripoli–Mitiga |
| Lufthansa           | Frankfurt, München |
| Luxair              | Szezonális: Luxembourg |
| Mauritania Airlines | Nouakchott |
| Nouvelair           | Basel/Mulhouse, Berlin, Bologna, Bordeaux, Brüsszel, Düsseldorf, Frankfurt, Genf, Isztambul, Lille, London–Gatwick, Lyon, Marseille, Milánó–Malpensa, München, Nantes, Nizza, Párizs-Charles de Gaulle repülőtér, Strasbourg, Toulouse Szezonális: Algír, Barcelona (kezdődik 2024 május 16-tól),[forrás?] Casablanca (kezdődik 2024 április 2-től),[forrás?] Koppenhága, Hamburg, Jeddah, Madrid (kezdődik 2024 április 1-től),[forrás?] Medina, Stockholm–Arlanda |
| Qatar Airways       | Doha |
| Royal Air Maroc     | Casablanca |
| Royal Jordanian     | Amman–Queen Alia |
| Saudia              | Jeddah |
| Transavia           | Lyon, Marseille, Montpellier, Nantes, Párizs–Orly Szezonális: Nizza |
| TUI fly Belgium     | Brüsszel |
| Tunisair            | Abidjan, Algír, Bamako, Barcelona, Bologna, Bordeaux, Brüsszel, Kairó, Casablanca, Conakry, Kaszentína, Dakar–Diass, Düsseldorf, Frankfurt, Genf, Isztambul, Jeddah, London–Gatwick, London–Heathrow, Lyon, Madrid, Marseille, Milánó–Malpensa, Montréal–Trudeau, München, Niamey, Nizza, Nouakchott, Orán, Ouagadougou, Palermo, Párizs–Orly, Róma–Fiumicino, Strasbourg, Toulouse, Tripoli–Mitiga, Velence, Bécs, Zürich (újrakezdődik 2024 április 2-től) Szezonális: Lisszabon (újrakezdődik 2024 május 6-tól), Medina Szezonális charter: Szkopje (kezdődik 2024 június 24-től), Tirana (kezdődik 2024 június 20-tól) |
| Tunisair Express    | Kaszentína, Dzserba, Málta, Nápoly, Palermo, Róma–Fiumicino, Sfax, Tozeur |
| Turkish Airlines    | Isztambul |
| Vueling             | Szezonális: Barcelona |

### Cargo
| Légitársaság      | Célállomások                                                                            |
| ----------------- | --------------------------------------------------------------------------------------- |
| Emirates SkyCargo | Dubai–Al Maktoum                                                                        |
| Express Air Cargo | Bangalore, Casablanca, Köln/Bonn, Hongkong, Párizs-Charles de Gaulle repülőtér, Sharjah |
| Turkish Cargo     | Isztambul                                                                               |